# Classics: The Best of Sarah Brightman
Classics: The Best of Sarah Brightman è un album di raccolta della soprano britannica Sarah Brightman, pubblicato nel 2006.

## Tracce
1. La Wally – 4:04
2. Anytime, Anywhere – 3:20
3. Ave Maria – 3:00
4. Lascia ch'io pianga – 3:30
5. Hijo de la Luna – 4:30
6. What You Never Know – 3:24
7. En Aranjuez con tu amor – 3:51
8. La Luna – 4:50
9. It's a Beautiful Day – 3:56
10. Nella Fantasia – 3:39
11. The Music of the Night – 5:22
12. O mio babbino caro – 2:23
13. Pie Jesu – 3:56
14. Nessun Dorma – 3:06
15. Winter Light – 3:17
16. Time to Say Goodbye (Con te partirò) (feat. Andrea Bocelli) – 4:05
17. A Question of Honour, Part 2 (Radio edit version of “A Question of Honour”) – 5:18